# Mantje Karso
Mantje Karso, artiestennaam van Soeperman Karso, is een Surinaams toetsenist, songwriter, arrangeur en bandleider.

## Biografie
Karso werd geboren in Nickerie. Hij was eerst drummer en stapte later over naar het keyboard. Hij werd bekend als bandleider van Mantjes House Band, die hij in Nickerie begon en later in Paramaribo voortzette. Nadat de band er na twintig jaar mee stopte, vervolgde hij als bandleider en toetsenist van de pop-Jawa-band Irama Smeltkroes.
Hij heeft tijdens zijn loopbaan geregeld met andere artiesten samengewerkt. In 2014 had hij een nummer 1-hit met Danny met de single Zonder jouw liefde en in 2018 met John Clay (The Kasimex Houseband) met de single Nomo yu.
Hij heeft een eigen muziekstudio en schrijft geregeld liedjes en arrangementen voor zijn eigen band en voor anderen. Rond 2020 schreef hij de muziek voor het Nederlandse muziekproject Gamelan Meets Pop. Een van de prijzen van het Popjawa Open Songfestival in 2015 was de opname van een lied in zijn muziekstudio.